# Angelina Wapakhabulo
Angelina Chogo Wapakhabulo (được biết đến rộng rãi là Mama Angelina ở Uganda) (sinh ngày 24 tháng 3 năm 1949) là thành viên sáng lập và đồng chủ tịch của United Way Board. Mama Angelina là một trong những nhà hoạt động cộng đồng, nhà lãnh đạo và một nhân viên xã hội nổi tiếng nhất ở Uganda. Trong hơn một thập kỷ, bà đã dành cả cuộc đời của mình để chống lại tai họa của HIV/AIDS và chăm sóc trẻ mồ côi và trẻ em dễ bị tổn thương ở Uganda. Như Điều phối viên Chương trình của thị trường của đại lý Dự án phòng chống AIDS (MAVAP), Mama Angelina đã chuyển đổi thành công Kampala thị trường vào một khu mua sắm một cửa nơi các nhà cung cấp và khách hàng làm thương mại mà còn được khuyến khích để kiểm tra tình trạng nhiễm HIV của họ và được điều trị là tốt. bà hiện đang phục vụ như là Cao ủy của Uganda đến Kenya. Mama Angelina và Chủ tịch và Giám đốc điều hành United Way Brian Gallagher đại diện cho United Way tại Hội nghị thượng đỉnh Nhà Trắng về bệnh sốt rét ở Washington, DC vào ngày 14 tháng 12 năm 2006. Hội nghị thượng đỉnh được tổ chức bởi Chủ tịch và Bà Bush.

## Cá nhân
bà sinh ra và lớn lên ở quận Iringa của Tanzania. Khi còn là sinh viên của Đại học Dar es Salaam, bà đã gặp James Wapakhabulo (23 tháng 3 năm 1945 - 27 tháng 3 năm 2004), cựu Bộ trưởng Bộ Ngoại giao, từ năm 2001 đến 2004. Họ đã kết hôn và có bốn đứa con với nhau: Lumumba, Maima, Yona và Josephine. Josephine Kasalamwa Wapakabulo, Tiến sĩ là Giám đốc điều hành của công ty Dầu khí Quốc gia Uganda.
Angelina và người chồng quá cố là những người cùng thời tại Đại học Dar es Salaam, với Tổng thống Yoweri Museveni vào những năm 1960. Trong buổi lễ tưởng niệm Wapakhabulo tại nhà của họ ở làng Mafudu, quận Sironko, Tổng thống Museveni nói rằng họ cảm thấy nhẹ nhõm khi Wapakhabulo nói với họ rằng ông sẽ kết hôn với Angelina. Wapakhabulo trước đó đã thể hiện sự quan tâm đến việc kết hôn với một người Mỹ, một đề nghị mà các đồng nghiệp của ông coi là sự phản bội khi sinh viên của họ giả vờ cách mạng Pan-Phi vào thời điểm đó.